# Rejon włodzimierski
Rejon włodzimierski (ukr. Володимирський район; przed 2022 Володимир-Волинський район) – jednostka administracyjna Ukrainy, w składzie obwodu wołyńskiego. Głównym miastem jest Włodzimierz.
Rejon został utworzony 17 lipca 2020 w związku z reformą podziału administracyjnego Ukrainy na rejony.

## Podział administracyjny rejonu
Rejon włodzimierski od 2020 roku dzieli się na terytorialne hromady:

- Hromada Włodzimierz Wołyński
- Hromada Zaturce
- Hromada Zimno
- Hromada Iwanicze
- Hromada Litowiż
- Hromada Łokacze
- Hromada Nowowołyńsk
- Hromada Owadno
- Hromada Pawliwka
- Hromada Poromów
- Hromada Uściług